# Ízletes vargánya
Az ízletes vargánya (Boletus edulis) a gombákhoz (Fungi), azon belül tinórugomba-alkatúak (Boletales) rendjébe és a tinórufélék (Boletaceae) családjába tartozó faj. Népies nevén: úrigomba vagy medveorrú gomba. Vas vármegyében vergánya, Erdélyben hiriba néven ismerik. 
Ez a gomba a legtermetesebb és legkiadósabb (május végétől október közepéig szedhető) étkezési gombák közé tartozik.

## Előfordulása
Leggyakoribb termőhelyei a tölgyesek, gyertyánosok, szelídgesztenyések, bár mindenféle erdőben előfordul. Kedveli a gyorsan melegedő erdőszéleket, tisztásokat. Egész Európában elterjedt.
A Boletus a régi rómaiak legjobb, legfontosabb étkezési gombája volt (Plinius 22: 92; Seneca: Epist. 95: 25). A szó a görög bolétes, bolítes ’Amanita caesarea’ (Genaust 102) gombanévvel rokonítható.
Magyarországon a Budai-hegységben több mérgezés történt olyan ehető fajokkal (így vargányával is), amelyek mérgező nehézfémeket halmoztak fel a termőtestükben, tehát adott esetben az ehető vargányánál is vigyázni kell.[forrás?] Mérgező rokona a nyomásra, sértésre kékülő-zöldülő farkastinóru (Boletus calopus), amellyel könnyen össze is téveszthető! Nagyon gyakran összetévesztjük az enyhén mérgező epeízű tinóruval.

## Megjelenése
Kalapjának átmérője az 5–25 cm-t is eléri, zsírosan fénylő, gesztenyebarna, fehér peremű és húsos. Kezdetben gömb alakú, majd kiterül. Fiatalon halvány, később zöldessárga spóratermő rétege csöves szerkezetű, a kalapról könnyen lefejthető.Nedves és öreg állapotban tapadós ragadós.
Tönkje 15 cm magasra is megnő, vörösesbarna, csíkos, felső részén finom, fehér hálózat található. Húsának színe nyomásra nem változik.
Spórái orsó alakúak, spórapora olív színű, ami idősödve zöldessárgára színezi a termőréteget.

## Elkészítése
Ez a gomba nagyon ízletes és sokféleképpen elkészíthető: nyersen salátákba, gombalevesnek, vajban párolva – köretnek, rántva és pörköltnek, de szárítás és őrlést követően, fűszerként is nagyon sok ételhez használják.
Egészségre gyakorolt pozitív hatásait (gyulladáscsökkentő, antibakteriális, virusellenes hatás) a tudomány is bizonyította.

## Mérgező rokonai
Nem szabad összetéveszteni a sátántinóru (Boletus satanas) mérgező gombafajjal, amelynek termete hasonló, de tönkje és kalapjának alja feltűnően piros, háta pedig nem barna, hanem fakó színű, húsa nyomásra gyengén kékül.
A vargányákkal rokon tinóruk között még több mérgező, illetve csak feltételesen fogyasztható faj is van, ezért a gyűjtött gombát elkészítés előtt mindenképpen gombavizsgáló szakellenőrrel kell megvizsgáltatni (ezt a magyarországi piacokon magánemberek számára díjmentesen elvégzik).

### Ehető rokonai
- bronzos vargánya (Boletus aereus)
- nyári vargánya (Boletus aestivalis)
- vörösbarna vargánya (Boletus pinophilus)
- királytinóru (Butyriboletus regius)

## Galéria

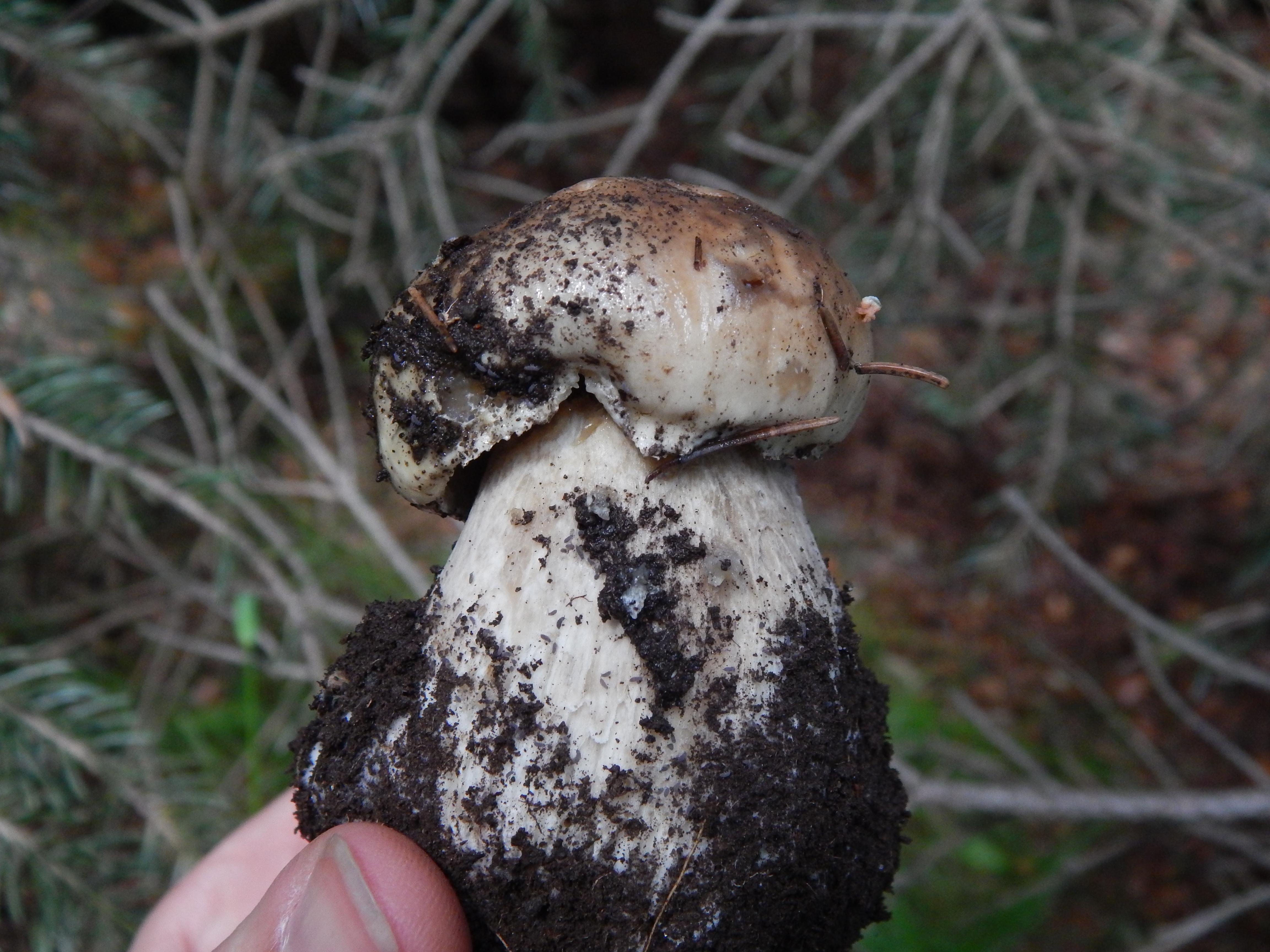
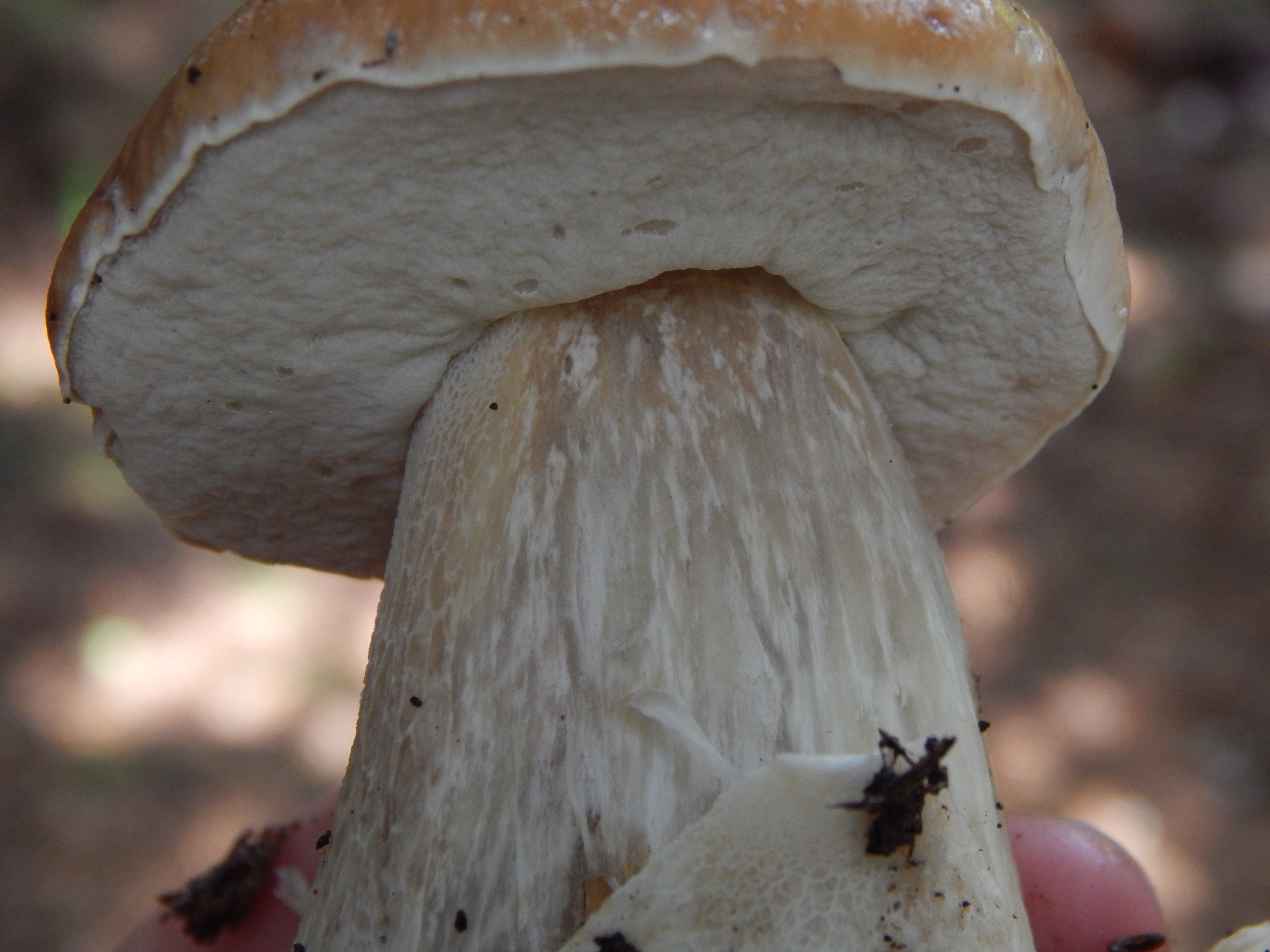
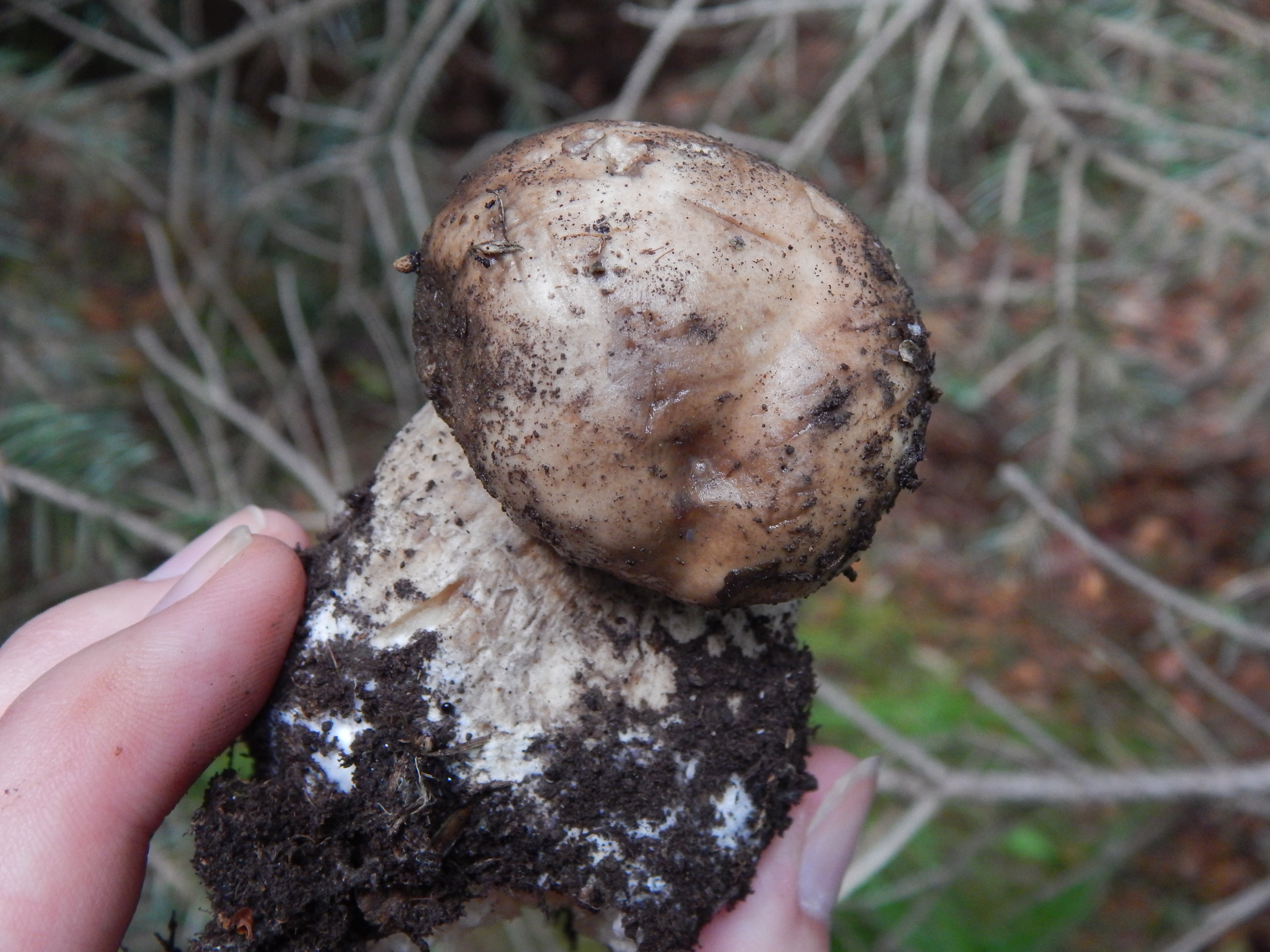
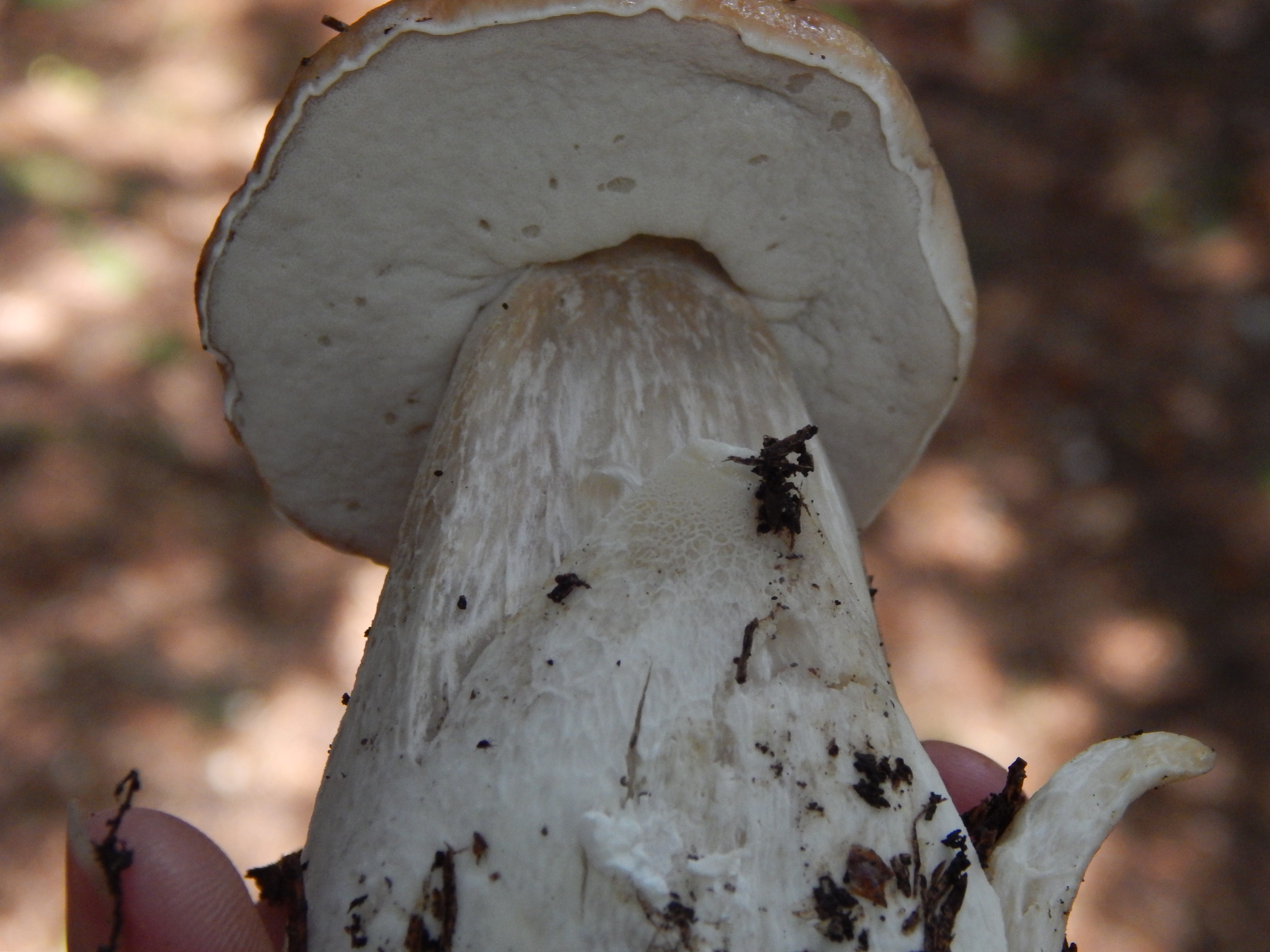
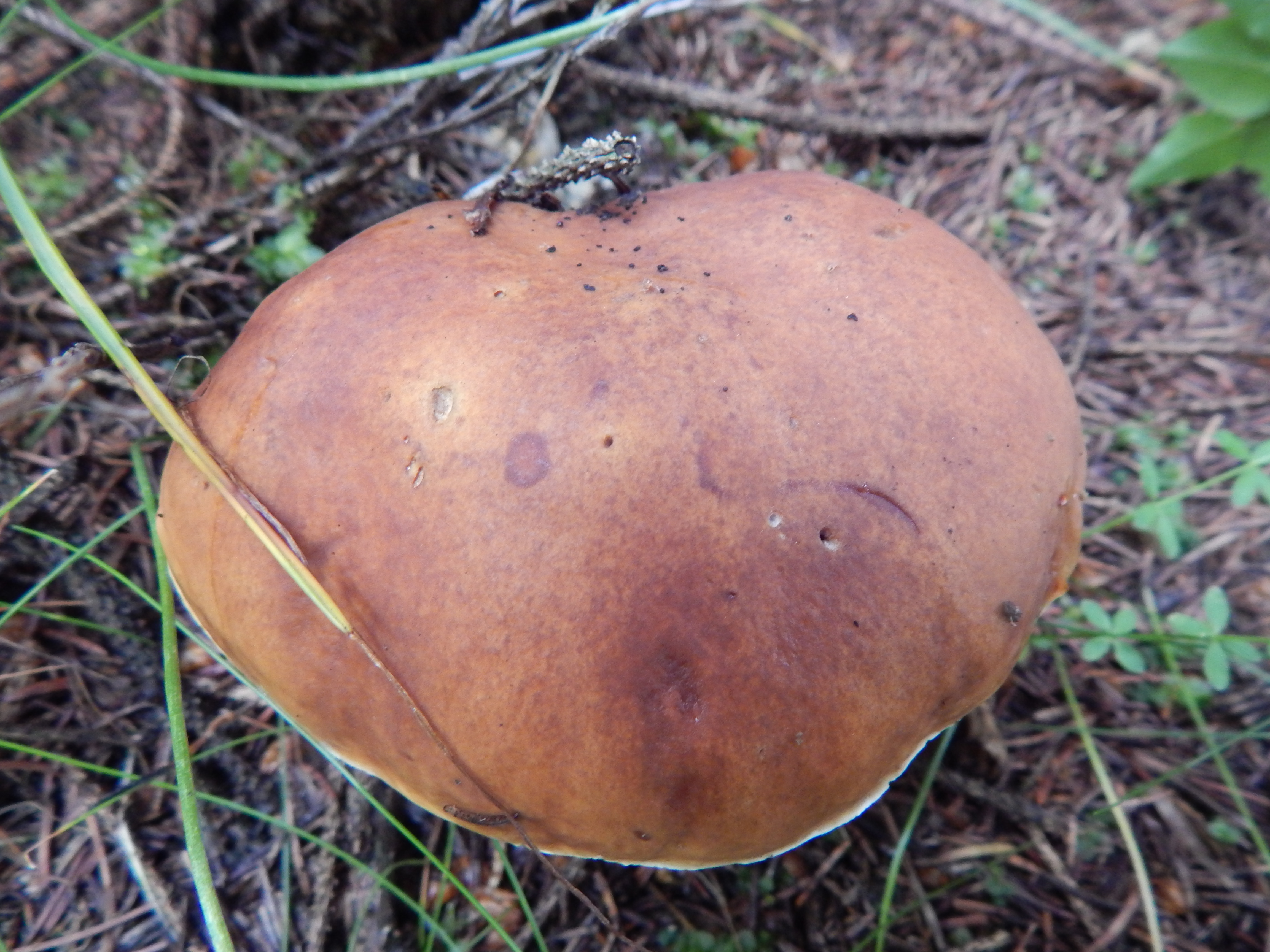
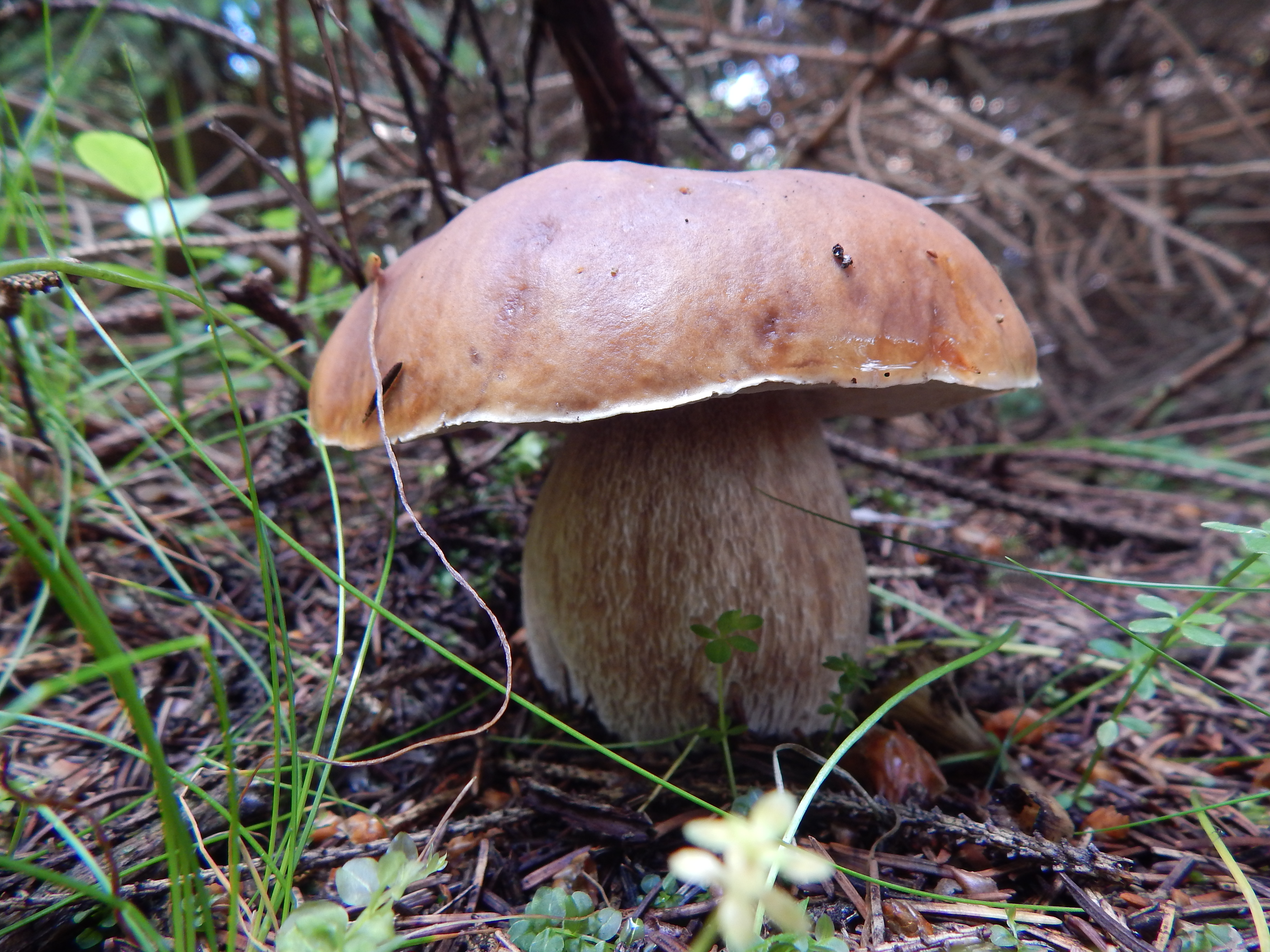